# Haiti nos Jogos Pan-Americanos de 2019
O Haiti competiu nos Jogos Pan-Americanos de 2019 em Lima de 26 de julho a 11 de agosto de 2019. Haiti é uma das 17 nações que participaram de todas as edições dos Jogos Pan-Americanos..
Em julho de 2019, a delegação haitiana de oito atletas (quatro por gênero) competindo em cinco esportes foi oficialmente nomeada. Este número foi reduzido para sete quando a remadora Gabrielle Amato desistiu após sofrer uma lesão.
Durante a  cerimônia de abertura dos jogos, a atleta do taekwondo Aniya Louissaint foi a porta-bandeira do país na parada das nações.

## Competidores
Abaixo está a lista de competidores (por gênero) participando dos jogos por esporte/disciplina.
| Esporte   | Homens | Mulheres | Total |
| --------- | ------ | -------- | ----- |
| Atletismo | 2      | 1        | 3     |
| Judô      | 1      | 0        | 1     |
| Natação   | 1      | 1        | 2     |
| Taekwondo | 0      | 1        | 1     |
| Total     | 4      | 3        | 7     |

## Atletismo
O Haiti qualificou três atletas (dois homens e uma mulhr).
Chave
- Nota– Posições nos eventos de pista são para a fase inteira
- Q = Qualificado para a próxima fase

Eventos de pista
| Atleta            | Evento                        | Semifinais | Semifinais | Final       | Final       |
| Atleta            | Evento                        | Resultado  | Posição    | Resultado   | Posição     |
| ----------------- | ----------------------------- | ---------- | ---------- | ----------- | ----------- |
| Jeffrey Julmis    | 110 m com barreiras masculino | 14.02      | 11ª        | Não avançou | Não avançou |
| Vanessa Clerveaux | 100 m com barreiras feminino  | 12.99      | 5ª Q       | 13.17       | 6ª          |

Eventos de campo
Masculino
| Atleta    | Evento                        | Final     | Final   |
| Atleta    | Evento                        | Distância | Posição |
| --------- | ----------------------------- | --------- | ------- |
| Abel Vest | Lançamento de disco masculino | 48.76     | 8ª      |

## Judô
Haiti qualificou um judoca masculino.
Masculino
| Atleta            | Evento | Preliminares              | Quartas-de-final     | Semifinais           | Repescagem           | Final / BM           | Final / BM |
| Atleta            | Evento | Adversário Resultado      | Adversário Resultado | Adversário Resultado | Adversário Resultado | Adversário Resultado | Posição    |
| ----------------- | ------ | ------------------------- | -------------------- | -------------------- | -------------------- | -------------------- | ---------- |
| Philippe Metellus | 73 kg  | Langlois (CAN) L 00S1–110 | Não avançou          | Não avançou          | Não avançou          | Não avançou          | 9º         |

## Natação
O Haiti recebeu duas vagas de universalidade para inscrever um homem e uma mulher.
Chave
- Nota – Posições são dadas para a fase completa

| Atleta                 | Evento                | Eliminatórias | Eliminatórias | Final       | Final       |
| Atleta                 | Evento                | Tempo         | Pos.          | Tempo       | Pos.        |
| ---------------------- | --------------------- | ------------- | ------------- | ----------- | ----------- |
| Alexandre Grand'Pierre | 100 m peito masculino | 1:07.32       | 25ª           | Não avançou | Não avançou |
| Alexandre Grand'Pierre | 200 m peito masculino | 2:27.06       | 21ª           | Não avançou | Não avançou |
| Émilie Grand'Pierre    | 100 m peito feminino  | 1:17.04       | 19ª           | Não avançou | Não avançou |
| Émilie Grand'Pierre    | 200 m peito feminino  | 2:51.71       | 20ª           | Não avançou | Não avançou |

## Taekwondo
O Haiti recebeu um convite na categoria +67 kg feminino.
Kyorugi
Women
| Atleta           | Evento | Oitavas-de-final     | Quartas-de-final     | Semifinais           | Repescagem           | Final / BM           | Posição     |
| Atleta           | Evento | Adversário Resultado | Adversário Resultado | Adversário Resultado | Adversário Resultado | Adversário Resultado | Posição     |
| ---------------- | ------ | -------------------- | -------------------- | -------------------- | -------------------- | -------------------- | ----------- |
| Aniya Louissaint | +67 kg | Fidelis (BRA) D 3–18 | Não avançou          | Não avançou          | Não avançou          | Não avançou          | Não avançou |